# Geza Silberer
Gustav A. "Geza" Silberer (Werschetz, Oostenrijk-Hongarije, 1 december 1876; Wenen, 22 april 1938) was een Oostenrijks journalist, auteur en toneelschrijver van Joodse afkomst die in het Duits schreef onder het pseudoniem Sil-Vara.

## Leven en werk
Geza Silberer was de zoon van een tandarts. Zijn moeder, beide zussen en beide broers kwamen allen om in de holocaust. Na het beëindigen van zijn middelbaar onderwijs vertrok hij als 18-jarige naar Engeland. Door de tussenkomst van Theodor Herzl werd hij journalist voor de Weense krant Neuen Freien Presse. Tot aan het uitbreken van de Eerste Wereldoorlog in 1914 werkte hij ook als Londencorrespondent voor andere Duitstalige kranten. Hij onderhield contacten met allerlei leidende Britse politici en zijn artikelen over de Britse politiek werden in 1916 verzameld in "Englische Staatsmänner" en vertaald in vele talen. Onder zijn pseudoniem Sit-Vara had hij sinds 1904 ook al een aantal theatersspelen en proza geschreven.
Tijdens de oorlog diende hij in het Duitse leger en in mei 1916 werd hij militair verslaggever aan het front in Galicië. In opdracht van de Neuen Freien Presse schreef hij het "Tagebuch eines Wiener Landsturmannes", een reeks dagboekaantekeningen. Als luitenant werkte hij later voor het zogenaamde Duitse "k.u.k. Kriegspressequartier" en tijdens het laatste jaar van de oorlog werd hij persattaché aan de Oostenrijks-Hongaarse ambassade in Stockholm, waar hij alle Britse persberichten diende te analyseren. In die periode publiceerde hij eveneens "Briefe aus der Gefangenschaft", een verzameling brieven van Oostenrijkse gevangenen in Rusland.
Na de oorlog en na het uiteenvallen van de Oostenrijks-Hongaarse monarchie in 1918 nam Silberer zijn taak als essayist en verslaggever bij de Neuen Freien Presse weer op. Bovendien schreef hij weer stukken voor het boulevardtoneel. Hij interesseerde zich ook voor het nieuwe medium film en zijn toneelstuk "Mädchenjahre einer Königin" werd in 1936 verfilmd door Erich Engel.

## Proza (selectie)
- Baby's Liebesgeschichte. Erzählungen (1904)
- Blick vom Kahlenberg (1907)
- Trixie (1911)
- Londoner Spaziergänge (1914)
- Ein Wiener Landsturmmann. Kriegstagebuchaufzeichnungen aus Galizien (1915)
- Die Gitana. Szenen aus dem spanischen Leben um 1830 (1916)
- Englische Staatsmänner (1916)
- Briefe aus der Gefangenschaft (1917)
- Warum kommt der Friede nicht zustande (1932)
- Mädchenjahre einer Königin (1933)

## Toneel
- Pierrots Drama, 3 Einakter (1905)
- Goldene Jugend: ein Schauspiel in drei Akten (1907)
- Die Gitana: Szenen aus dem spanischen Leben um 1830 (1911)
- Der Held der westlichen Welt (ook als: Der Held des Westerlands), een bewerking van "The Playboy of the Western World" van J. M. Synge in samenwerking met Charles H. Fisher (1912)
- Die Erbschaft der Voyseys: fünf Akte aus dem englischen Bürgertum, vertaling van werk van Harley Granville-Barker (1913.)
- Die Frau von vierzig Jahren: Ein Schauspiel in 3 Aufzügen (1913)
- Ein Tag: Lustspiel in drei Akten (1915)
- Quartett Othmar. Lustspiel in drei Akten (1915)
- Es geht weiter: Eine Nacht und ein Epilog (1919)
- Mit der Liebe spielen: Komödie in 3 Akten (1920)
- Brand im Schloß: Theater in 3 Aufzügen (1923)
- Das Genie und sein Bruder: Komödie in 3 Akten (1927)
- Mädchenjahre einer Königin. Komödie in acht Bildern (1932)